# Beijinho

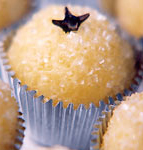
Beijinho

Das Kokoskonfekt Beijinho, portugiesische Aussprache: [bej-zinju] (Kleiner Kuss auf Portugiesisch), auch bekannt als Branquinho („kleiner Weißer“), ist eine typische brasilianische Geburtstagsparty-Süßigkeit aus gesüßter Kondensmilch und Kokosflocken. Beijinho ist die Kokosnussversion des brasilianischen Brigadeiro.

## Zubereitung
Die süße Kondensmilch wird mit etwas Butter und Kokosflocken durch Erhitzen reduziert. Nach dem Erkalten wird die Masse zu kleinen Kokoskugeln gerollt, mit granulierten Zucker oder Kokosflocken dekoriert und traditionell mit einer einzelnen Nelke an der Spitze gekrönt.